# Semarey
Semarey é uma comuna francesa na região administrativa da Borgonha-Franco-Condado, no departamento de Côte-d'Or. Estende-se por uma área de 7,47 km². Em 2010 a comuna tinha 127 habitantes (densidade: 17 hab./km²).